# Lubenice
Lubenice (olaszul: Lubenizze) falu Horvátországban Tengermellék-Hegyvidék megyében. Közigazgatásilag Creshez tartozik.

## Fekvése
Cres szigetének középső részén részén, Cres városától légvonalban 10 km-re délnyugatra, a sziget nyugati partjától 1 km-re meredek sziklán fekszik. A település szabálytalan kiterjedésű, nagyjából ovális alakú erős építésű házakkal. Két hosszirányú utcáját kis átjárók kötik össze. A keleti oldalon megmaradtak a középkori várfalak, valamint az északi és déli várkapu. A városias jelleget tükrözi a plébániatemplom harangtornya melletti loggia és a tér a közkúttal. A településen középkori kápolnák sora található, melyek Remete Szent Antal, Szent Jakab, Szent Mihály és Szent István vértanú tiszteletére vannak szentelve.

## Története
A régészeti leletek tanúsága szerint területén már négyezer éve folyamatosan élnek emberek. Ezt bizonyítják a környező bronz és vaskori halomsírok. Az ókorban Hibernitia jól megerősített és stratégiai fontosságú vára állt itt. Nevét valószínűleg az itt gyakran fújó fagyos szelekről kapta, melyek a dombon épült településeket jellemzik. Itt váltak kétfelé az Osor és Beli felé menő főutak. Abban az időben ez volt a Cres-sziget négy legfontosabb településének egyike, melyben valódi városi élet folyt. A domb lábánál egy jelentős villa rustica állt a hozzá tartozó mezőgazdasági területtel és kikötővel. Itt számos ókori lelet került elő (szarkofág, egyiptomi feliratok, amfórák, érmék, ékszerek stb.). A rómaiak után gótok, majd 553-tól a bizánci császár uralma alá tartozott. A horvátok 800 körül települtek itt le, azután velencei uralom következett. A középkorban a vár falait újjáépítették és plébánia székhelye lett.
A település a sziget többi részével együtt a 18. század végéig velencei, majd 1822-től osztrák uralom alatt állt. 1867 és 1918 között az Osztrák–Magyar Monarchia része volt. 1857-ben 147, 1910-ben 177 lakosa volt. Az Osztrák-Magyar Monarchia bukását rövid olasz uralom követte, majd a település a Szerb–Horvát–Szlovén Királyság része lett. A második világháború idején olasz csapatok szállták meg. A háborút követően újra Jugoszláviához került. 1991-ben az önálló horvát állam része lett. 2005-ben a horvát kulturális minisztérium Lubenicét az UNESCO világörökség részévé jelölte. 2011-ben 12 lakosa volt.

## Lakosság
| Lakosság változása | Lakosság változása | Lakosság változása | Lakosság változása | Lakosság változása | Lakosság változása | Lakosság változása | Lakosság változása | Lakosság változása | Lakosság változása | Lakosság változása | Lakosság változása | Lakosság változása | Lakosság változása | Lakosság változása | Lakosság változása |
| ------------------ | ------------------ | ------------------ | ------------------ | ------------------ | ------------------ | ------------------ | ------------------ | ------------------ | ------------------ | ------------------ | ------------------ | ------------------ | ------------------ | ------------------ | ------------------ |
| 1857               | 1869               | 1880               | 1890               | 1900               | 1910               | 1921               | 1931               | 1948               | 1953               | 1961               | 1971               | 1981               | 1991               | 2001               | 2011               |
| 147                | 148                | 175                | 193                | 187                | 177                | 247                | 246                | 171                | 154                | 109                | 82                 | 57                 | 43                 | 24                 | 12                 |

## Nevezetességei
- Szűz Mária tiszteletére szentelt plébániatemploma a 15. században épült. Harangtornyát 1791-ben építették, ma is uralja a falu képét.
- Remete Szent Antal tiszteletére szentelt temploma a település legszebb egyházi épülete. A 15. században épült gótikus stílusban. Kiváló akusztikája miatt nyaranta hangversenyeket rendeznek benne.
- A Szent Jakab templomot a 14. - 15. században építették.
- Az északi várkapu után a temetőben áll a Szent István kápolna a 17. – 18. századból.
- Szent Mihály-kápolna[4] egy egyhajós épület, félköríves apszissal, csúcsíves gótikus boltozattal. A belső térben falfestmények nyomai látszanak, valamint fennmaradt az eredeti kőburkolat is. A csúcsíves portál minőségi kivitelezésű, szépen faragott kövekből készült. A kápolnát eredetileg pala borította, amelynek maradványai még mindig láthatók az apszison.
- A lubenicei plébániaház[5] több fázisban épült és bővített épületegyüttes. Alapvetően L alaprajzú háromszintes épület északi egyemeletes melléképülettel és terasszal, valamint 19. századi víztározóval. A keleti fal teljes egészében a középkori városfalon található. Az épületen belül számos elfalazott nyílás látható, amelyek az idők során bekövetkezett jelentős változásokról tanúskodnak. A legtöbb nyílás a későbarokk korra és a 19. századra utal. A plébániaház egyedülálló példája a Cres-Lošinj szigetcsoport nagy értékű városi jellegű építészetének.
- A település alatt található a Žanja-öböl kék barlangjával. A barlang húsz méterrel van a vízszint alatt, különleges csemege a búvárok számára.
- Itt található a horvát tengerpart egyik legszebb, bár nehezen megközelíthető strandja a kavicsos Sveti Ivan strand. A strandra mintegy 300 méteres meredek sziklás út vezet le a településtől.

## Lubenice legendája
A településről szóló legenda szerint réges rég élt Osoron egy király, akinek a lánya azon a helyen ahol ma a település áll beleszeretett egy ifjúba. A király ellenezte ezt és elűzte őt, ő pedig szerelmével ezen a dombon telepedett le. Mivel az ifjút Ljubicának hívták róla a település is a Ljubenice nevet kapta. Később az olaszok a nevet kissé megváltoztatták, mivel nem tudták kimondani, így kapta a mai Lubenice nevet.

## Galéria
- Lubenice látképe délnyugatról
- Lubenice
- Kápolna Lubenicén
- Látkép a harangtoronnyal
- Utcarészlet
- Strand Lubenicén